# Женщина гор

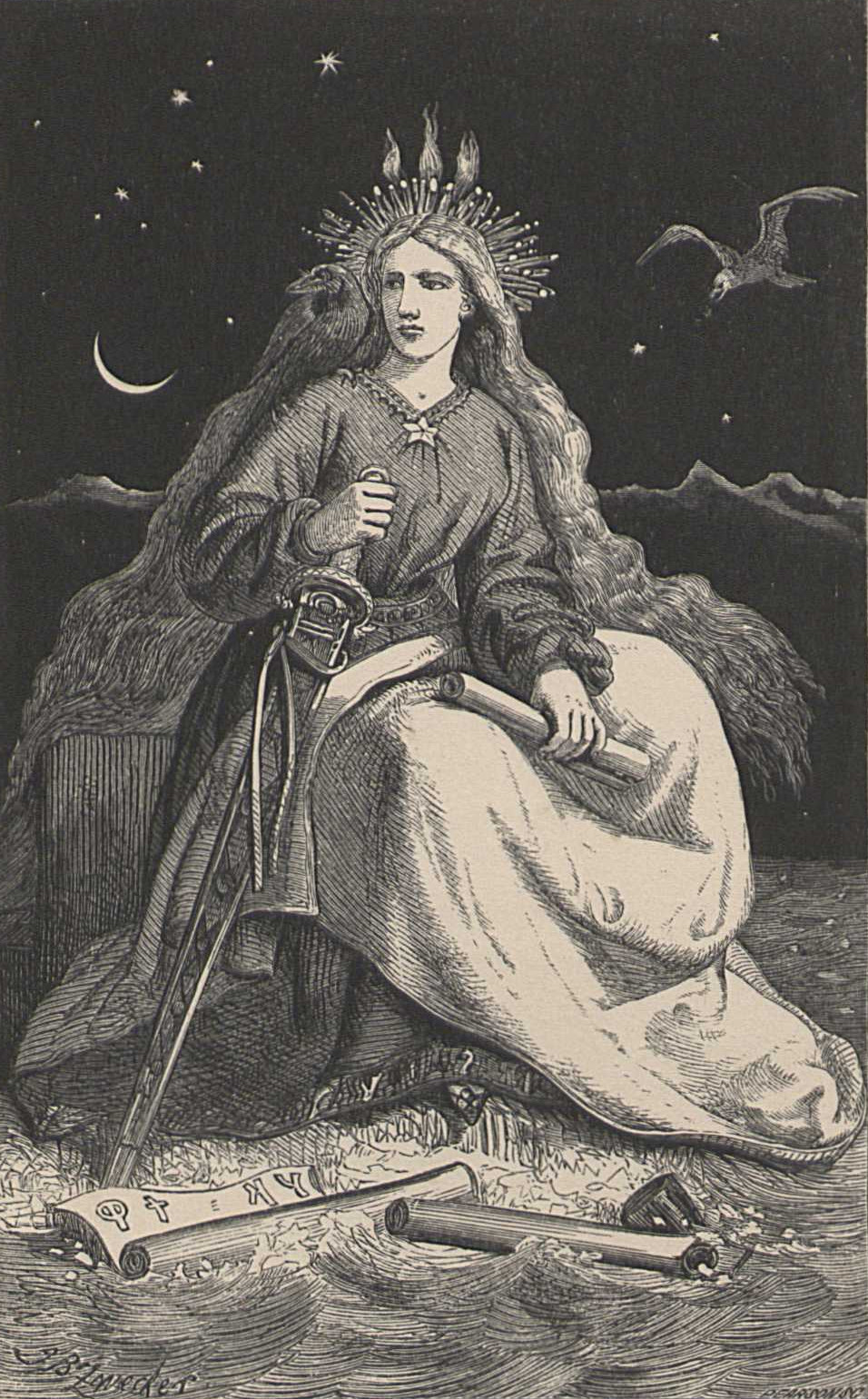
Женщина гор на иллюстрации Иоганн Баптист Цвеккер (1814—1876) к сборнику «Исландские сказки» Йоуна Аурнасона, изданному в Лондоне в 1866 году

Женщина гор (исл. Fjallkonan) — женский образ, символически представляющий исландцев. Сознательно и специально сконструирован с опорой на предания о прошлом Исландии в сагах и поэзии.

## Образ в поэзии
Впервые Повелительница горы была описана в поэме Ofsjónir (1752) Эггерта Оулафссона, однако её имя было упомянуто в первый раз в поэме Eldgamla Ísafold Бьядни Тораренсена (1786—1841). Начиная с того времени она стала хорошо известным символом в исландской поэзии. Современная поэтесса Биргитта Йоунсдоуттир написала стихотворение Fjallkonan:
Hún var hið ævaforna helgitákn

Tilbeiðslutákn til þessarar öfgakenndu náttúru

Villt fegurð sem sindrar í kristaltærum augum

—tákngerving hins íslenska hálendis.

## Изображение образа
В 1864 и 1866 годах был опубликован английский перевод исландских народных сказок под названием «Исландские легенды», собранных Йоуном Аурнасоном. В этом издании присутствует изображение «женщины гор», выполненное немецким художником Иоганном Баптистом Цвеккером (1814—1876), который детализировал образ Повелительницы горы при помощи Эйрикюра Магнуссона (1833—1913), одного из переводчиков. Эйрикюр Магнуссон описал изображение в письме к Йоуну Сигюрдссону 11 апреля 1866 года.
Другой образ Повелительницы гор создан Бенедиктом Грёндалем (1826–1907) на памятной открытке к национальному празднику в 1874 году. Наряд Повелительницы гор впервые представлен в Виннипеге в Канаде в 1924 году.

## Национальный праздник
В Национальный праздник (17 июня), день рождения Йоуна Сигюрдссона и день обретения полной независимости от Дании и провозглашения Республики Исландия в 1944 году Женщина гор, одетая в исландский национальный костюм XIX века, завершает официальную часть церемонии у здания альтинга на площади Эйстюрвёдлюр в центре Рейкьявика, рядом с памятником Йоуну Сигюрдссону. Женщина гор читает стихи, как правило специально написанные для церемонии. С 1947 года роль Женщины гор обычно исполняют актрисы. В 2025 году это была актриса Катрин Халльдоура Сигюрдардоуттир.